# 2.ª Divisão de Montanha (Alemanha)
A 2ª Divisão de Montanha (em alemão:2. Gebirgs-Division) foi uma unidade militar que serviu no Exército alemão durante a Segunda Guerra Mundial.

## Comandantes
| Comandante                                        | Data                                          |
| ------------------------------------------------- | --------------------------------------------- |
| General der Gebirgstruppen Valentin Feurstein     | 1 de setembro de 1939 - 4 de março de 1941    |
| Generalleutnant Ernst Schlemmer                   | 8 de março de 1941 - 1 de janeiro de 1942     |
| General der Gebirgstruppen Georg Ritter von Hengl | 1 de janeiro de 1942 - 1 de outubro de 1943   |
| Generalleutnant Hans Degen                        | 1 de outubro de 1943 - 6 de fevereiro de 1945 |
| Generalleutnant Willibald Utz                     | 6 de fevereiro de 1945 - 8 de maio de 1945    |

## Oficiais de operações
| Oberstleutnant Hans Degen       | 10 de novembro de 1938 - 15 de outubro de 1939 |
| Oberst Eduard Zorn              | 15 de outubro de 1939 - 8 de janeiro de 1943   |
| Oberstleutnant Erwin Fußenegger | 8 de janeiro de 1943 - 14 de outubro de 1943   |
| Major Franz Steinhart-Hantken   | 14 de outubro de 1943 - 1 de janeiro de 1944   |
| Oberstleutnant Hans Roschmann   | 1 de janeiro de 1944 - 15 de fevereiro de 1945 |
| Major Claus Becker              | 15 de fevereiro de 1945 - março de 1945        |
| Major Hermann Conrad            | de março de 1945 - maio de 1945                |